# Sånger från tjugonde seklet
Sånger från tjugonde seklet är Sven Wollters andra studioalbum, utgivet 2009. Albumet innehåller politiska sånger och dikter skrivna av bland andra Stig Dagerman, Dan Berglund, Kent Andersson och Bertolt Brecht.

## Låtlista[1]
1. "Det tjugonde seklet" (Sven Wollter) – 1:15
2. "Balladen om Joe Hill" (Alfred Hayes, Earl Robinson, Jacob Branting) – 3:43
3. "Bolsjevikvisan" (Theodor Larsson) – 3:39
4. "Sång om en vän" (Vladimir Vysotskij, Ola Palmær, Carsten Palmær) – 3:04
5. "Svarta tupp" (Chicho Sánchez Ferlosio, Jacob Branting) – 4:10
6. "Om livet" (Nâzım Hikmet, Arne Häggqvist) – 1:26
7. "Mordet i katedralen" (Jacob Branting, Ulf Björlin) – 2:04
8. "Kommunismens lov" (Bertolt Brecht, Hanns Eisler, Bengt Anderberg) – 1:11
9. "Svarta präster" (Joe Hill, Ture Nerman) – 4:18
10. "Skådespelaren" – 1:04
11. "En arbetslös talar" (Samih al-Qasim, Ingvar Rydberg) – 3:46
12. "AK-sången" (Karlshamns blåblusgrupp) – 4:24
13. "Om språkforskning" (Stig Sjödin) – 1:00
14. "De mördades fria republik" (Dan Berglund) – 4:03
15. "Republikanerna" (Stig Dagerman) – 1:09
16. "Varning för hunden" (Stig Dagerman) – 2:31
17. "Vid en sons födelse" (Su Shi, Folke Hellgren) – 0:32
18. "Johan och Johanna" (Dan Berglund) – 3:28
19. "Dialektikens lov" (Bertolt Brecht, Hanns Eisler, Bengt Anderberg) – 1:43
20. "Hasta siempre" (Carlos Puebla) – 5:26
21. "Vingen" (Kent Andersson) – 2:20

## Medverkande musiker[1]
- Sven Wollter – sång, uppläsning
- Michael Krönlein – bas
- Stefan Engberg – slagverk
- Bernt Andersson – dragspel, mandolin, munspel
- Stefan Abelsson – klarinett, saxofon, gitarr, banjo
- Spartacuskören – sång

## Mottagande
Skivan fick ett blandat mottagande och snittar på 2,8/5 på Kritiker.se, baserat på åtta recensioner. Till de mer negativt inställda hörde Barometern, Dagens Nyheter, Gefle Dagblad och Norra Västerbotten, som alla gav betyget 2/5. Bland de mer positivt inställda återfinns Kristianstadsbladet (4/5) samt Lira Musikmagasin.